# 코사와 료타
코사와 료타(일본어: 古沢 良太, 1973년 8월 6일~)는 일본의 각본가, 극작가이자 삽화가이다.